# Opostomias micripnus
Opostomias micripnus är en fiskart som först beskrevs av Günther, 1878.  Opostomias micripnus ingår i släktet Opostomias och familjen Stomiidae. Inga underarter finns listade i Catalogue of Life.